# Prionoxystus
Genre
Prionoxystus est un genre de lépidoptères (papillons) de la famille des Cossidae.

## Liste des espèces
- Prionoxystus baccharidis
- Prionoxystus crepera
- Prionoxystus flavotinctus
- Prionoxystus lilalia
- Prionoxystus macmurtrei (Guérin, 1829) - Charpentier des bois francs
- Prionoxystus mixtus
- Prionoxystus piger (Grote, 1866)
- Prionoxystus plagiatus
- Prionoxystus querciperda
- Prionoxystus quercus
- Prionoxystus reticulatus
- Prionoxystus robiniae (Peck, 1818) - Charpentier des bois tendres
- Prionoxystus subnigrus
- Prionoxystus zabolicus